# Schumanniophyton magnificum
Schumanniophyton magnificum là một loài thực vật có hoa trong họ Thiến thảo. Loài này được (K.Schum.) Harms miêu tả khoa học đầu tiên năm 1897.